# لنون و میسی
لنون و میسی (به انگلیسی: Lennon & Maisy)(متولد ۱۳ اوت ۱۹۹۹) دوئت موسیقی کانادایی است. این دوئت متشکل از خواهران لنون و میسی استلا می‌باشد.